# Rockland (Maine)
Rockland is een plaats (city) in de Amerikaanse staat Maine, en valt bestuurlijk gezien onder Knox County.
Het vliegveld Knox County Regional Airport bevindt zich in Rockland.

## Demografie
Bij de volkstelling in 2000 werd het aantal inwoners vastgesteld op 7609. In 2006 is het aantal inwoners door het United States Census Bureau geschat op 7578, een daling van 31 (-0,4%).

## Geografie
Volgens het United States Census Bureau beslaat de plaats een oppervlakte van 39,1 km², waarvan 33,4 km² land en 5,7 km² water. Rockland ligt op ongeveer 18 m boven zeeniveau.

## Plaatsen in de nabije omgeving
De onderstaande figuur toont nabijgelegen plaatsen in een straal van 36 km rond Rockland.